# レマゲン鉄橋
『レマゲン鉄橋』（レマゲンてっきょう、原題：The Bridge at Remagen）は、1969年にアメリカ合衆国で公開された戦争映画。
第二次世界大戦末期の1945年3月に行われた、ライン川に残されたほぼ唯一の橋であるレマゲン鉄橋（ルーデンドルフ橋）をめぐる連合軍とドイツ軍の攻防戦を描いている。

## ストーリー
第二次世界大戦末期の1945年2月、連合軍は敗走するドイツ軍を追ってライン川に迫った。ドイツ軍は、天然の要害であるライン川を盾にして防御するしかなく、連合軍もライン川を渡河すべく、無傷の橋を目指していた。
ドイツ軍のブロック将軍は上司から、担当地区に残る橋を全て爆破するように命じられたが、川の向こうには7万5000人の兵が残されており、この友軍が撤退できるようレマゲン鉄橋をぎりぎりまで残し、連合軍が間近に迫ってから破壊しようとする。将軍は腹心の部下、クルーガー少佐を橋防衛部隊の指揮官に任命し、連合軍が橋の目前まで迫るまで爆破しないように指示する。
クルーガー少佐が橋に赴くと、書類上では1600名いるはずの兵員が実際はほとんどおらず、爆破のための爆薬すら無い逼迫した状況であった。少佐は、爆破の準備や橋の防衛陣地の構築とともに増援部隊の派遣を要請するが、いくら要請しても生返事ばかりで一向に援軍が来る気配は無い。そうしているうちに、アメリカ軍のバーンズ少佐指揮の機甲歩兵大隊に所属する先遣隊が橋の間近まで迫り、橋をめぐる攻防戦が始まる。

## キャスト
| 役名                     | 俳優                         | 日本語吹替                                     | 日本語吹替                                         | 日本語吹替                                                                                      |
| 役名                     | 俳優                         | TBS版                                          | テレビ東京旧版                                     | テレビ東京新版                                                                                  |
| ドイツ軍                 | ドイツ軍                     | ドイツ軍                                       | ドイツ軍                                           | ドイツ軍                                                                                        |
| ------------------------ | ---------------------------- | ---------------------------------------------- | -------------------------------------------------- | ----------------------------------------------------------------------------------------------- |
| カール・クルーガー少佐   | ロバート・ヴォーン           | 西沢利明                                       | 川津祐介                                           | 内田直哉                                                                                        |
| フォン・ブロック上級大将 | ペーター・ファン・アイク     | 藤岡重慶                                       | 池田勝                                             | 水内清光                                                                                        |
| シュミット大尉           | ハンス・クリスチャン・ブレヒ | 高城淳一                                       | 宮川洋一                                           | 柳沢栄治                                                                                        |
| オットー・バウマン大尉   | ヨアヒム・ハンセン           | 日高晤郎                                       | 納谷六朗                                           | 石井隆夫                                                                                        |
| ホルツガング             | ハインツ・ラインケ           | 藤本譲                                         | 増岡弘                                             |                                                                                                 |
| フォン・スターマー元帥   | リチャード・マンチ           | 寺島幹夫                                       | 宮川洋一                                           | 仲野裕                                                                                          |
| ゲルラッハ親衛隊大将     | ギュンター・マイスナー       |                                                |                                                    |                                                                                                 |
| アメリカ軍               |                              |                                                |                                                    |                                                                                                 |
| ハートマン中尉           | ジョージ・シーガル           | 和崎俊哉                                       | 中田浩二                                           | 相沢正輝                                                                                        |
| アンジェロ軍曹           | ベン・ギャザラ               | 内田良平                                       | 坂口芳貞                                           | 中博史                                                                                          |
| バーンズ少佐             | ブラッドフォード・ディルマン | 堀勝之祐                                       | 堀勝之祐                                           | 堀川仁                                                                                          |
| シンナー准将             | E・G・マーシャル             | 兼本新吾                                       | 大木民夫                                           | 水野龍司                                                                                        |
| グレブス                 | ボー・ホプキンス             | 野島昭生                                       |                                                    |                                                                                                 |
| ビッセル                 | ロバート・F・ローガン        |                                                |                                                    | 藤田周                                                                                          |
| ジェリコ                 | マット・クラーク             | 田中亮一                                       |                                                    |                                                                                                 |
| スラベック               | スティーブ・サンダー         |                                                |                                                    |                                                                                                 |
| その他                   |                              |                                                |                                                    |                                                                                                 |
| グレタ・ホルツガング     | ソニア・ツィーマン           |                                                | 芝田清子                                           |                                                                                                 |
| フランス人女性           | アンナ・ガエル               |                                                | 芝田清子                                           | 鍋田カホル                                                                                      |
| ルディ                   | パベル・ソルティ             |                                                |                                                    |                                                                                                 |
| 不明 その他              | N/A                          | 仁内建之                                       | 屋良有作                                           | 大橋佳野人 西垣俊作 東城光志 木村千輝 大塚智則 嵜本正和 鈴木貴征 米村千冬                       |
| 日本語版制作スタッフ     |                              |                                                |                                                    |                                                                                                 |
| 演出                     | 演出                         | 加藤敏                                         |                                                    | 田島荘三                                                                                        |
| 翻訳                     | 翻訳                         | 飯嶋永昭                                       |                                                    | 税田春介                                                                                        |
| 調整                     | 調整                         | 飯塚秀保                                       |                                                    | 小原吉男                                                                                        |
| 選曲                     | 選曲                         | 重秀彦                                         |                                                    | N/A                                                                                             |
| 制作                     | 制作                         | 東北新社                                       |                                                    | グロービジョン                                                                                  |
| 初回放送                 | 初回放送                     | 1974年10月7日 『月曜ロードショー』 21:00-22:55 | 1981年12月1日 『火曜特別ロードショー』 20:00-22:18 | 2006年8月9日 『午後のロードショー』 13:30-15:30 ノーカット版 2011年1月 スターチャンネル・プラス |

※ハピネットから2021年5月7日に発売のBDには、TBS版とテレビ東京旧版の二種類の日本語吹替を収録。

## その他
- 映画のストーリーはおおむね史実を追っているが、戦闘シーンの追加など娯楽性を優先した脚色も加えられている。
- 実際のレマゲン鉄橋は連合軍の制圧後に崩落し現存しないため、橋のロケはチェコスロバキアはヴルタヴァ川沿いのダヴレにある、20世紀初頭に建設されたダヴレスキ橋で行われた。
  - この町には戦前はドイツ系住民が多数住み、終戦と共に国外追放されている。撮影当時、町で再開発が行われていたことから、建物等の爆破の許可も容易に下りたという。
  - 映画の撮影がほぼ終了した頃、プラハの春に対するソビエト及びワルシャワ条約機構の軍事介入（チェコ事件）が発生し、スタッフとキャストは急遽タクシーに分乗してチェコスロバキア国外へ脱出した。
- 一部の撮影はオーストリアでも行われた。映画に登場したM24戦車はオーストリア軍の使用していた車輛である。

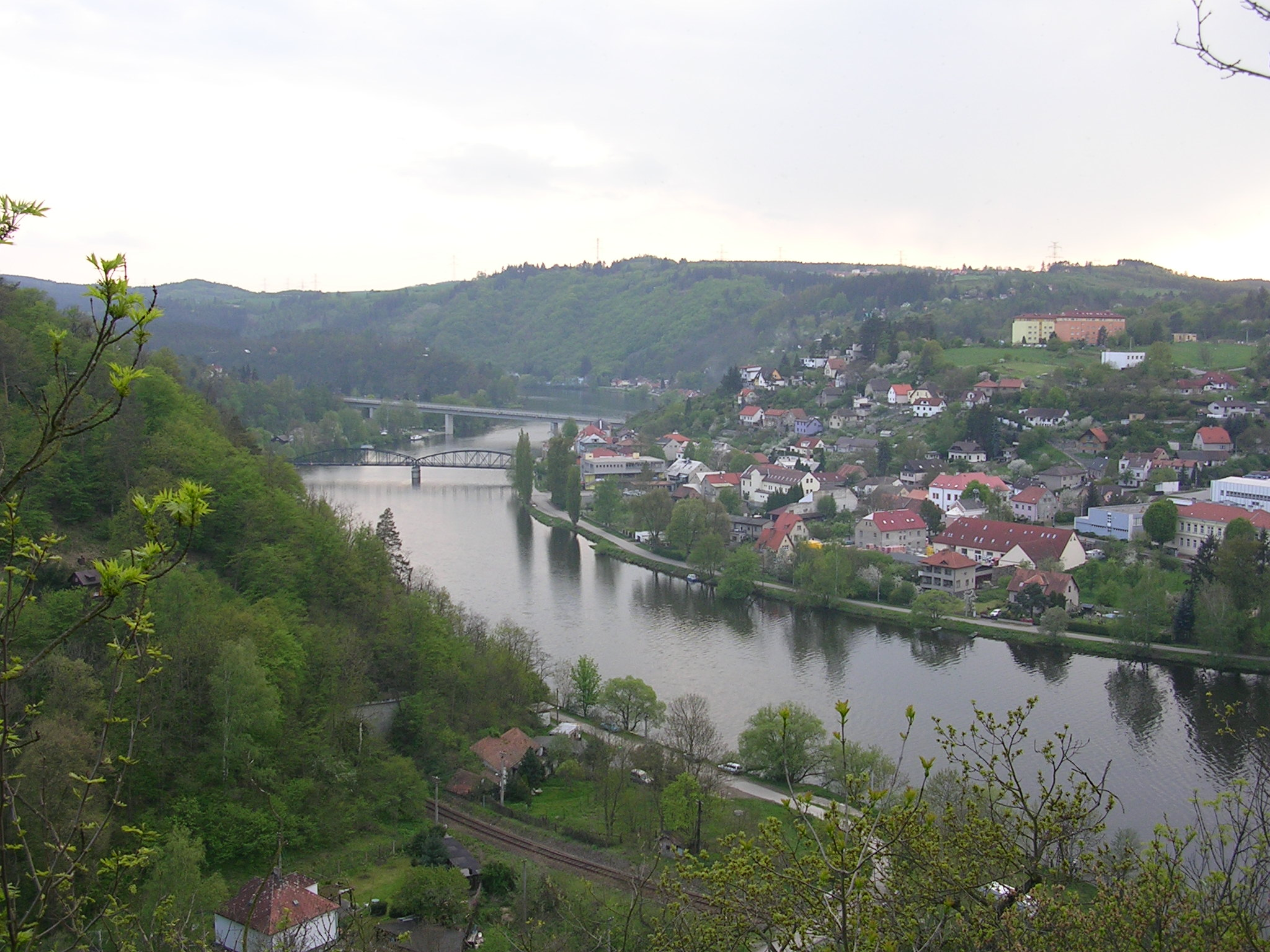
ロケの行われたダヴレ 中央の川がヴルタヴァ川（2005年の撮影）
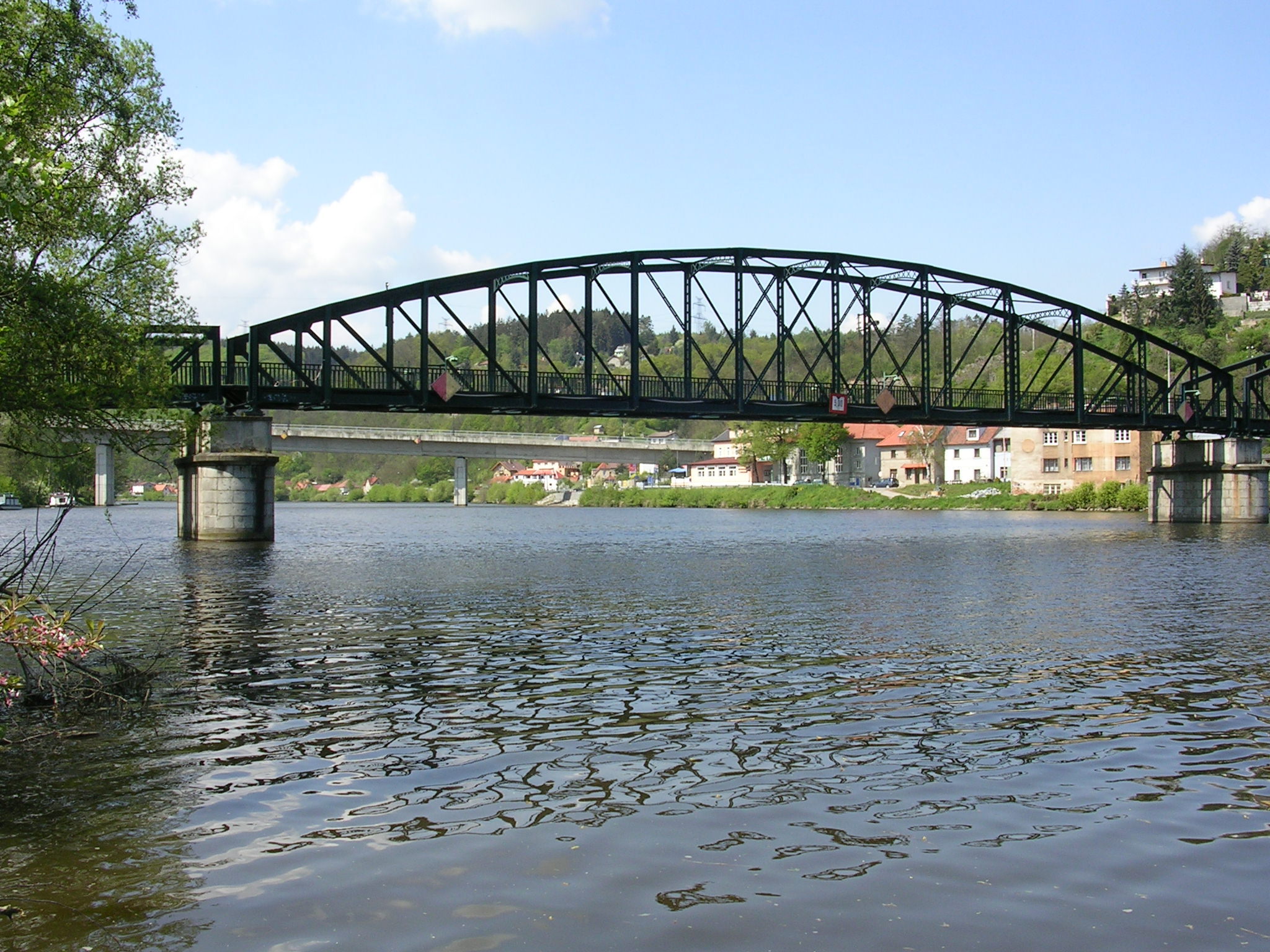
劇中でレマゲン鉄橋として用いられたダヴレスキ（Davelský）橋（2008年撮影）

- オープニングに演奏される主題曲が、テレビ朝日系列番組「いきなり!黄金伝説。」・「よゐこの無人島0円生活」の濱口優のBGMとして使用されている。